# Virginia Henderson
Pour les articles homonymes, voir Henderson.
Virginia Henderson, née le 30 novembre 1897 à Kansas City (État du Missouri) et morte le 19 mars 1996 à Brandford (État du Connecticut), est une infirmière, enseignante et chercheuse américaine. Elle est à l'origine du modèle des quatorze besoins fondamentaux.

## Biographie

### Enfance et formation
Virginia Henderson est la sixième d’une famille de neuf enfants. Elle grandit dans un climat apolitique, imprégné de catholicisme. La lecture et la poésie font partie intégrante de son enfance. Son père, Daniel B. Henderson, exerce la profession d’avocat.
Sur recommandation de son père, en automne 1918, elle entre à 21 ans comme étudiante à l’École militaire de soins infirmiers de Washington où elle étudie pendant 3 ans. Sa vocation a été inspirée  par l’entrée en guerre des États-Unis et la mobilisation de ses frères lors de la première guerre mondiale. Durant sa formation, elle bénéficie d’une pédagogie innovante pour l’époque, de par la qualité et la variété des matières et des stages proposés. 
En 1921, déçue par les contraintes imposées aux patients et aux infirmières en milieu hospitalier, elle décide d’exercer sa profession dans un dispensaire new-yorkais, puis dans une association d’infirmières visiteuses de Washington. C’est à la suite de ces expériences en santé communautaire qu’elle va développer sa conception holistique de la santé.
En 1923, à l’âge de 26 ans, elle  est remarquée par la directrice de l’école d’infirmière de Norfolk en Virginie. Elle y devient la première infirmière enseignante engagée à temps plein et prend une part active au développement de l’enseignement des soins infirmiers. Pour étayer ses connaissances en anatomie et en physiologie, elle s’inscrit aux sessions d’été du Teachers College. L' école est dirigée par Annie Goodrich  (ancienne directrice de l’hôpital Belle Vue, premier hôpital s’inscrivant dans la vision de Florence Nightingale) .Virginia y rencontre  Mary Roberts (rédactrice de l’ « American Journal of Nursing » de 1921 à 1949) qui exerce comme professeure.
En 1929, elle continue  une formation supérieure au Teachers College, et se perfectionne en suivant les cours de Caroline Stackopole, qui enseigne la physiologie, et de Edward Thorndike , titulaire du cours de méthode pédagogique.
Soucieuse d’acquérir des compétences supplémentaires, elle occupe un poste de direction et d’enseignement au Strong Memorial Hospital de Rochester de 1930 à 1932.
Elle reprend dès 1932 une formation à la faculté de médecine afin d’approfondir ses notions en anatomie, en physiologie et en bactériologie. Son souhait est d’enseigner elle-même aux infirmières ces matières qui étaient dispensées jusqu’alors par des médecins. Cette sensibilisation aux sciences biomédicales a indéniablement influencé son modèle de soins.
Le Teachers College de l'université Columbia lui confiera par la suite le cours d’initiation aux méthodes de recherche (Comparative Nursing Practice). Virginia assure également l’accompagnement des élèves dans les hôpitaux. Elle se sert des situations de soins du terrain pour aider les étudiants à acquérir les apprentissages par résolution de problèmes. Elle côtoie à cette époque Abraham Maslow qui enseigne également au Teachers College. Elle quitte ce collège en 1948.
Au début des années 50, elle rejoint l'université Yale. Elle y est nommée chercheur assistant à la faculté de soins infirmiers et rédige des ouvrages dans ce domaine.

### Travaux
En 1955, elle propose sa définition des soins infirmiers et du rôle spécifique de l’infirmière qu’elle juge indispensable à la suite de certains travaux de recherche.
En 1959, elle pilote un projet de constitution d’un Nursing Index. Pour l’aider dans cette tâche laborieuse, elle s’associe aux représentants des grandes publications de l’époque (American Journal of Nursing, Nursing Research Journal, Index Medicus). Ce projet aboutit en 1963 sous la publication de Nursing Studies Index (qui devient en 1966 International Nursing Index) .Il reprend sous forme thématique toutes les publications de la profession infirmière. En 1972, elle finalise son travail d’élaboration du Nursing Index.
Selon l’avis d’experts[Lesquels ?], cette œuvre méconnue est la contribution la plus importante de Virginia Henderson à la profession infirmière.
En 1960, le modèle conceptuel de Virginia Henderson est diffusé par le Conseil international des infirmières.
Son œuvre a été influencée par ses rencontres de qualité avec des femmes instruites, des courants de pensées qui ont traversé sa profession et certains auteurs comme Erickson, Maslow, Malinowski ou Thorndike.
Le modèle développé par Virginia s’inscrit dans l’école des besoins. (Pepin, Ducharme, & Kérouac, 2010). Son modèle s’inspire aussi de l’anthropologie. Il entretient de très fortes correspondances avec les éléments clés retrouvés dans les travaux de l’anthropologue Malinowski (Vonarx, sd. p. 19). Ce dernier a identifié ce qu’il y avait de répétitif dans différents groupes culturels. En 1942, il définit une « théorie scientifique de la culture ». Pour lui, les institutions comme le mariage, la famille, la religion, le système médical, … ne sont que des inventions de l’être humain pour satisfaire ses besoins. Sa théorie et sa définition de la culture composent également avec les dimensions biologiques, symboliques et psychologiques de l’être humain. Certains de ces besoins sont élémentaires, d’autres sont des besoins dérivés qui relèvent du milieu que l’homme a élaboré pour permettre la satisfaction des besoins élémentaires. Au total il en identifie quatorze semblables en de nombreux points à ceux développés plus tard par Virginia Henderson.
Les travaux de ces deux auteurs se situent à un moment où ils doivent définir leur discipline respective et la satisfaction des besoins d’un individu ou d’un groupe d’individus est une exigence pour l’un comme pour l’autre. Ils s’entendent sur la manière d’arriver à formuler une théorie, notamment en pratiquant l’observation systématique et en abordant les phénomènes humains par une démarche inductive. (Vonarx, sd. p. 22).
Séduite par l’orientation prise par A. Maslow, E. Erikson et E. Thorndike, elle développe sa théorie sur les besoins en y incorporant une notion d’ordre bio-psycho-social, une variante selon les stades de développement de la personne ainsi qu’une notion de hiérarchie.
Ses centres d’intérêt de la discipline portent donc sur la notion des besoins fondamentaux, sur l’indépendance de la personne ainsi que sur l’empathie du soignant à l’égard des soignés.
Pepin and All indiquent que Virginia Henderson a élaboré son propre modèle conceptuel des soins infirmiers : 
- Les postulats
- Les valeurs à la base de la discipline
- Le but du service infirmier
- Le rôle de l’infirmière professionnelle
- La façon de considérer le bénéficiaire du service
- La source des difficultés que peut rencontrer le bénéficiaire
- La façon dont sont menées les interventions infirmières et les effets recherchés

Outils de son modèle 
Pour elle, les soins doivent être orientés vers la personne dans toutes ses dimensions. Les besoins qu’elle a identifié sont un guide pour l’entretien et l’observation du patient (ou grille d’observation ou anamnèse).

« Les soins infirmiers consistent principalement à assister l'individu, malade ou bien portant, dans l'accomplissement des actes qui contribuent au maintien de la santé (ou à une mort paisible) et qu'il accomplirait par lui-même s'il avait assez de forces, de volonté ou de savoir. C'est probablement la contribution spécifique de l'infirmière de pouvoir donner cette assistance de manière à permettre à celui qui la reçoit d'agir sans recours à l'extérieur aussi rapidement que possible. »

Sa définition des soins infirmiers s'applique à toutes les personnes et à tous les milieux (hôpital, école, domicile, usines ou prisons) dans les domaines de la prévention et de la cure. Ses travaux sont utilisés pour l'enseignement des soins infirmiers.

## Publications
- La nature des soins infirmiers (The Nature of Nursing) en 1966
- Nursing Studies Index en 1963 (écrit avec des collaborateurs) qui devient International Nursing Index en 1966
- Principes fondamentaux des soins infirmiers, 1960, Conseil international des infirmières, édition révisée en 1969 par l'auteure
- Textbook of the Principles and Practice of Nursing en 1955 (revision complete du manuel de B Harmer)
- The nature of Nursing, 1966, traduction La nature des soins infirmiers Paris, InterEditions, 1994